# Place Félix-Éboué
La place Félix-Éboué, précédemment dénommée place Daumesnil, est une voie située dans le quartier de Picpus du 12e arrondissement de Paris. 

## Situation et accès
La place Félix-Éboué forme un carrefour avec l’avenue Daumesnil, le boulevard de Reuilly, la rue de Reuilly, la rue Claude-Decaen et la rue Lamblardie.
Elle est desservie par les lignes 6 et 8 à la station Daumesnil.

## Origine du nom

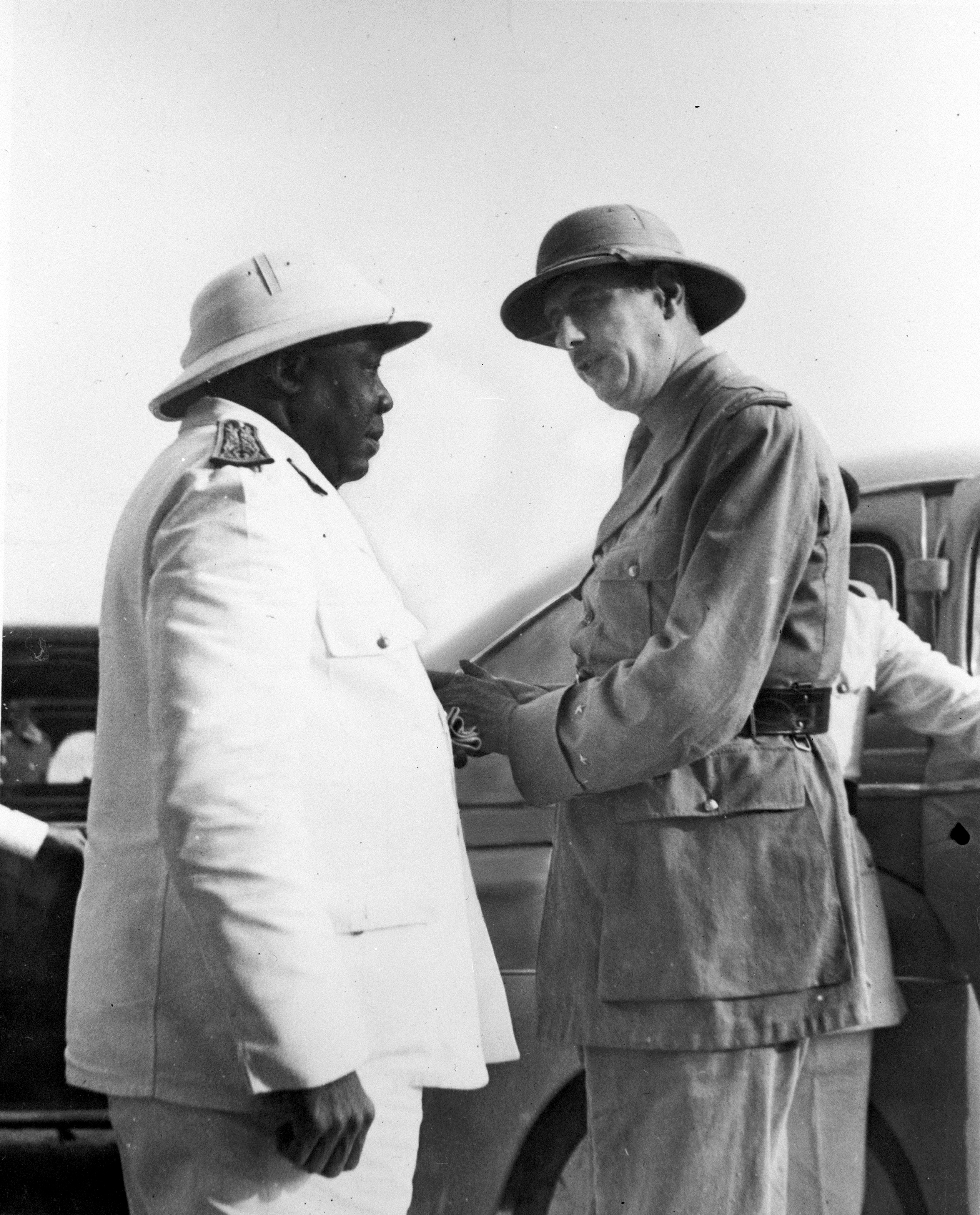
Gouverneur général Félix Éboué et Charles De Gaulle au Tchad, 1940

La dénomination de la voie est un hommage à l’administrateur colonial et homme politique français Félix Éboué (1884-1944) qui fut l’un des tout premiers à se rallier à la France libre du général de Gaulle en août 1940.

## Historique
La place Félix-Éboué, aménagée à l’emplacement de la barrière de Reuilly sur le mur des Fermiers généraux, s’est d’abord appelée « place de la Barrière-de-Reuilly », puis, en 1864, « place Daumesnil ». 
Le 2 juin 1918, durant la Première Guerre mondiale, la « place Daumesnil » est touchée lors d'un raid effectué par des avions allemands.
Elle porte son nom actuel depuis 1947.

## Bâtiments remarquables et lieux de mémoire
Le centre de la place est orné par la fontaine du Château d'eau (ou fontaine aux lions), œuvre de Gabriel Davioud, sur les indications d’Haussmann. La fontaine était initialement installée place du Château d’Eau (actuelle place de la République) avant d’être déplacée à son emplacement actuel en 1880, lors de l'installation du Monument à la République des frères Léopold et Charles Morice.

## Galerie de photos

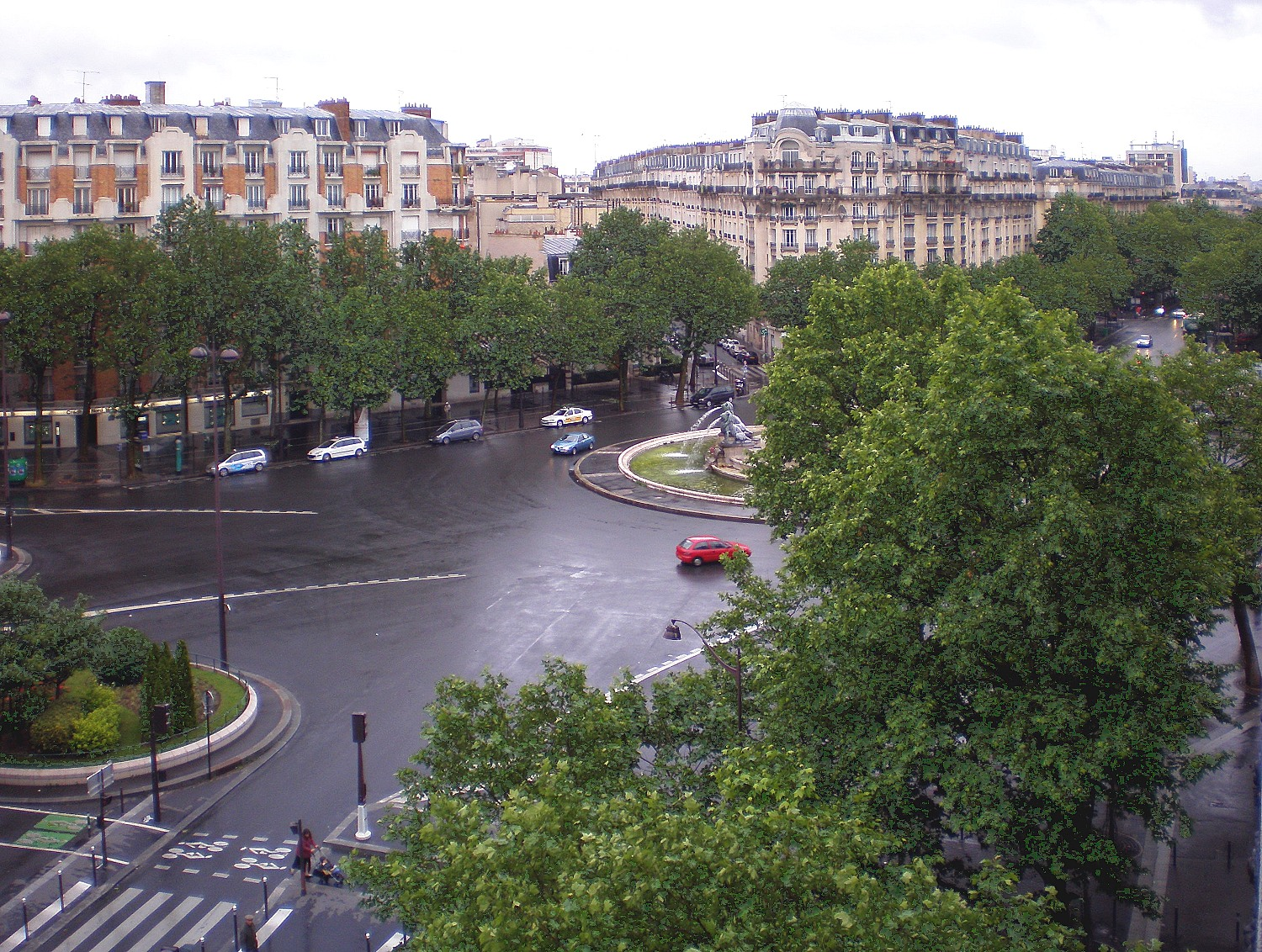
Place Félix-Éboué vue du sud-ouest.
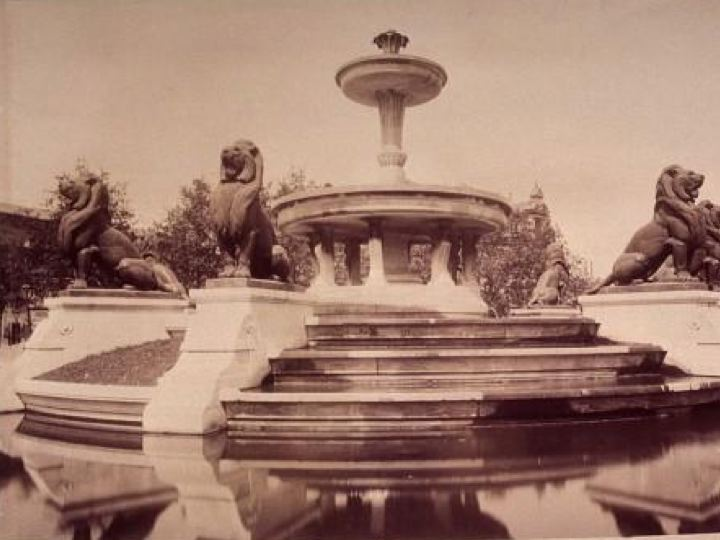
La fontaine du Château d'eau de Gabriel Davioud, photo d'Eugène Atget (1903).
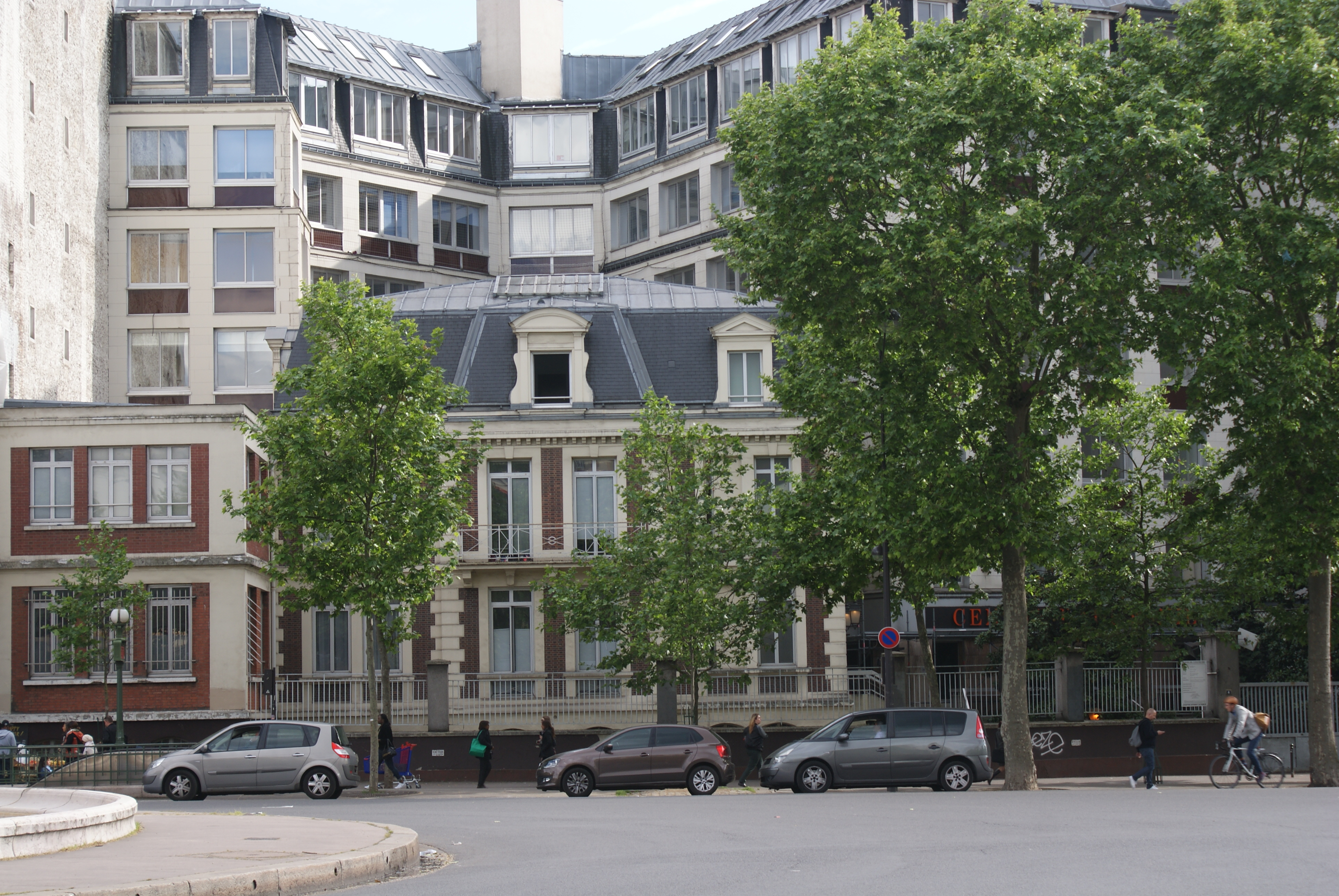
Maison d'Édouard Robert, sur le site des usines des Biberons Robert, place Félix-Éboué, détruite en 2018.
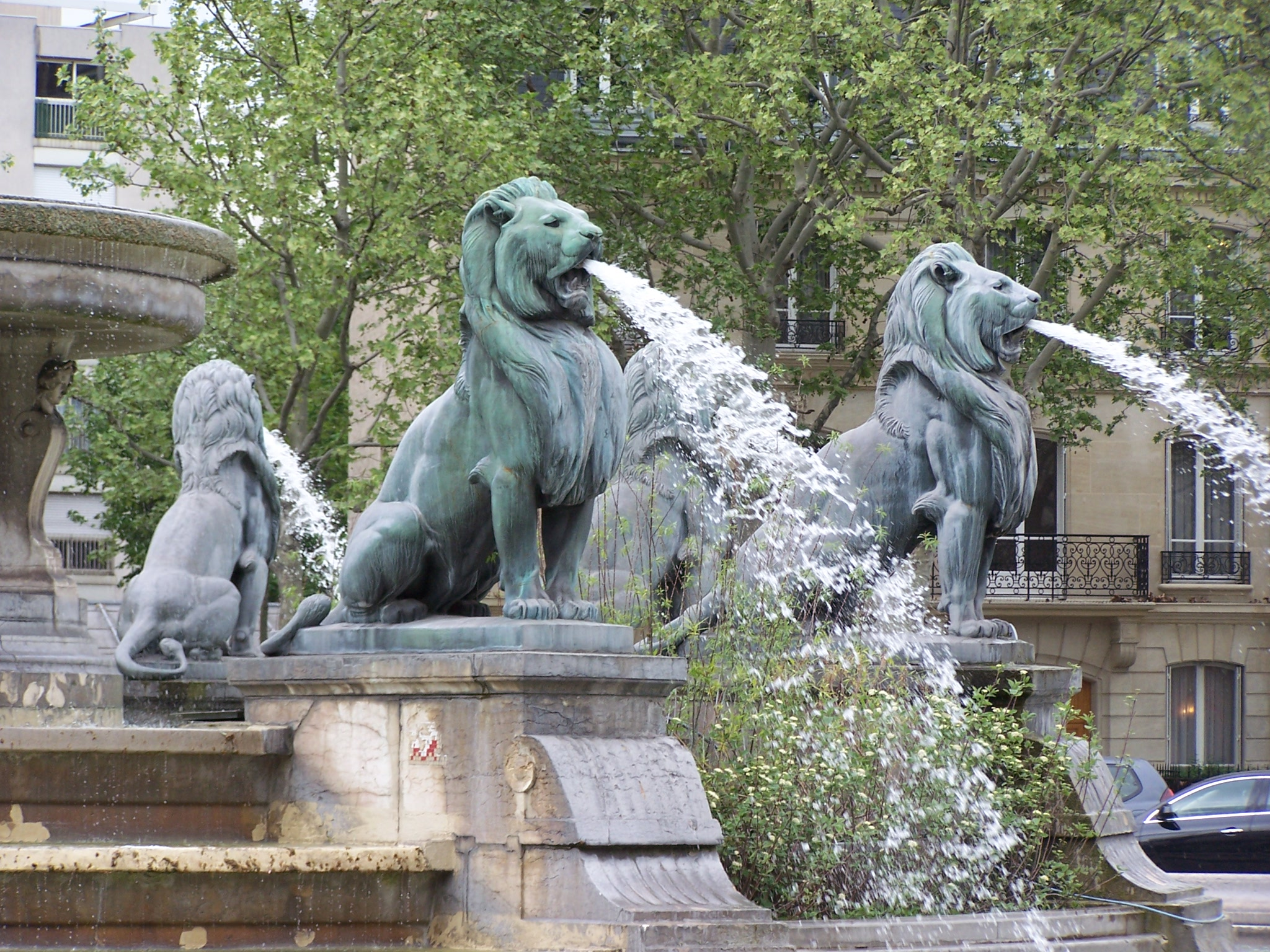
Détail de la fontaine.